# Lijst van voetbalinterlands Swaziland - Togo
Deze lijst van voetbalinterlands is een overzicht van alle officiële voetbalwedstrijden tussen de nationale teams van Swaziland en Togo. De Afrikaanse landen hebben tot op heden ier keer tegen elkaar gespeeld. De eerste ontmoeting, een kwalificatiewedstrijd voor het WK 2010, vond plaats op 8 juni 2008 in Lobamba. Het laatste duel, een kwalificatiewedstrijd voor de Afrika Cup 2023, werd gespeeld in Mbombela (Zuid-Afrika) op 18 juni 2023.

## Wedstrijden
| № | Plaats   | Datum           | Competitie                   | Wedstrijd        | Uitslag |
| - | -------- | --------------- | ---------------------------- | ---------------- | ------- |
| 1 | Lobamba  | 8 juni 2008     | WK 2010 kwalificatie         | Swaziland − Togo | 2 − 1   |
| 2 | Accra    | 11 oktober 2008 | WK 2010 kwalificatie         | Togo − Swaziland | 6 − 0   |
| 3 | Lomé     | 3 juni 2022     | Afrika Cup 2023 kwalificatie | Togo − Swaziland | 2 − 2   |
| 4 | Mbombela | 18 juni 2023    | Afrika Cup 2023 kwalificatie | Swaziland − Togo | 0 − 2   |

## Samenvatting
| Competitie              | Totaal gespeeld | Winst Swaziland | Gelijk | Winst Togo | Doelsaldo Swaziland – Togo |
| ----------------------- | --------------- | --------------- | ------ | ---------- | -------------------------- |
| WK-kwalificatie         | 2               | 1               | 0      | 1          | 2 − 7                      |
| Afrika Cup-kwalificatie | 2               | 0               | 1      | 1          | 2 − 4                      |
| Totaal                  | 4               | 1               | 1      | 2          | 4 − 11                     |

NFAS · 
Swazisch vrouwenelftal
1968 · 
1969 · 
1970 · 
1971 · 
1972 · 
1973 · 
1974 · 
1975 · 
1976 · 
1977 · 
1978 · 
1979 · 
1980 · 
1981 · 
1982 · 
1983 · 
1984 · 
1986 · 
1987 · 
1988 · 
1989 · 
1990 · 
1991 · 
1992 · 
1993 · 
1994 · 
1995 · 
1996 · 
1997 · 
1998 · 
1999 · 
2000 · 
2001 · 
2002 · 
2003 · 
2004 · 
2005 · 
2006 · 
2007 · 
2008 · 
2009 · 
2010 · 
2011 · 
2012 · 
2013 · 
2014 ·
2015 ·
2016 ·
2017 ·
2018 ·
2019 ·
2020 ·
2021 ·
2022 ·
2023 ·
2024
Angola ·
Botswana ·
Burkina Faso ·
Comoren ·
Congo-Brazzaville ·
Congo-Kinshasa ·
Djibouti ·
Egypte ·
Eritrea ·
Gabon ·
Ghana ·
Guinee ·
Guinee-Bissau ·
Kaapverdië ·
Kameroen ·
Kenia ·
Lesotho ·
Libië ·
Madagaskar ·
Malawi ·
Mali ·
Mauritius ·
Mozambique ·
Namibië ·
Niger ·
Nigeria ·
Senegal ·
Seychellen ·
Sierra Leone ·
Soedan ·
Somalië ·
Tanzania ·
Togo ·
Tunesië ·
Zambia ·
Zimbabwe ·
Zuid-Afrika
FTF · Selecties · Togolees vrouwenelftal
1950 – 1959 · 
1960 – 1969 · 
1970 – 1979 · 
1980 – 1989 · 
1990 – 1999 · 
2000 – 2009 · 
2010 – 2019 ·
2020 − 2029
WK 2006
Algerije ·
Angola ·
Bahrein ·
Benin ·
Botswana ·
Bukina Faso ·
Centraal-Afrikaanse Republiek ·
Chili ·
Comoren ·
Congo-Bazzaville ·
Congo-Kinshasa ·
Denemarken ·
Djibouti ·
Egypte ·
Equatoriaal-Guinea ·
Ethiopië ·
Frankrijk ·
Gabon ·
Gambia ·
Ghana ·
Guinee ·
Guinee-Bissau ·
Iran ·
Ivoorkust ·
Japan ·
Kaapverdië ·
Kameroen ·
Kenia ·
Lesotho ·
Liberia ·
Libië ·
Liechtenstein ·
Luxemburg ·
Madagaskar ·
Malawi ·
Mali ·
Marokko ·
Mauritanië ·
Mauritius ·
Mozambique ·
Namibië ·
Niger ·
Nigeria ·
Oeganda ·
Oman ·
Paraguay ·
Rwanda ·
Sao Tomé en Principe ·
Saoedi-Arabië ·
Senegal ·
Sierra Leone ·
Soedan ·
Swaziland ·
Tsjaad ·
Tunesië ·
Verenigde Arabische Emiraten ·
Zambia ·
Zimbabwe ·
Zuid-Korea ·
Zuid-Soedan ·
Zwitserland
Frankrijk (2006) · 
Zuid-Korea (2006) · 
Zwitserland (2006)